# Jozef Lantmeeters
Jan Frans Jozef Lantmeeters (Genk, 3 september 1888 - aldaar, 5 januari 1946) was een Belgisch politicus voor het Katholiek Verbond van België.

## Levensloop
Lantmeeters was beroepshalve gemeenteontvanger (1910-1927). Hij was getrouwd met Maria Reynders (1891-1983). Hij werd in 1926 verkozen tot gemeenteraadslid van Genk en van 1927 tot aan zijn dood was hij burgemeester.
Van 1932 tot 1936 was hij katholiek provinciaal senator voor de provincie Limburg.